# 火花报
《火花报》（直译：「火花」）是罗马尼亚共产党中央委员会的机关报。
1953年以前，该报纸的罗马尼亚语名称为“Scânteia”，1953年罗马尼亚语字母拼写改革后，将所有字母Â替换为语音相同的Î，报纸的名称遂改写为“Scînteia”。

## 历史

### 敖德萨（1919年）
历史上曾有两份报纸以《火花报》为名。第一份以此为名的报纸是由苏维埃俄国的罗马尼亚革命者编辑的，于1919年在敖德萨出版。该报的标题是为了致敬俄国社会民主工党的党报《火星报》。

### 罗马尼亚（1931年至1989年）

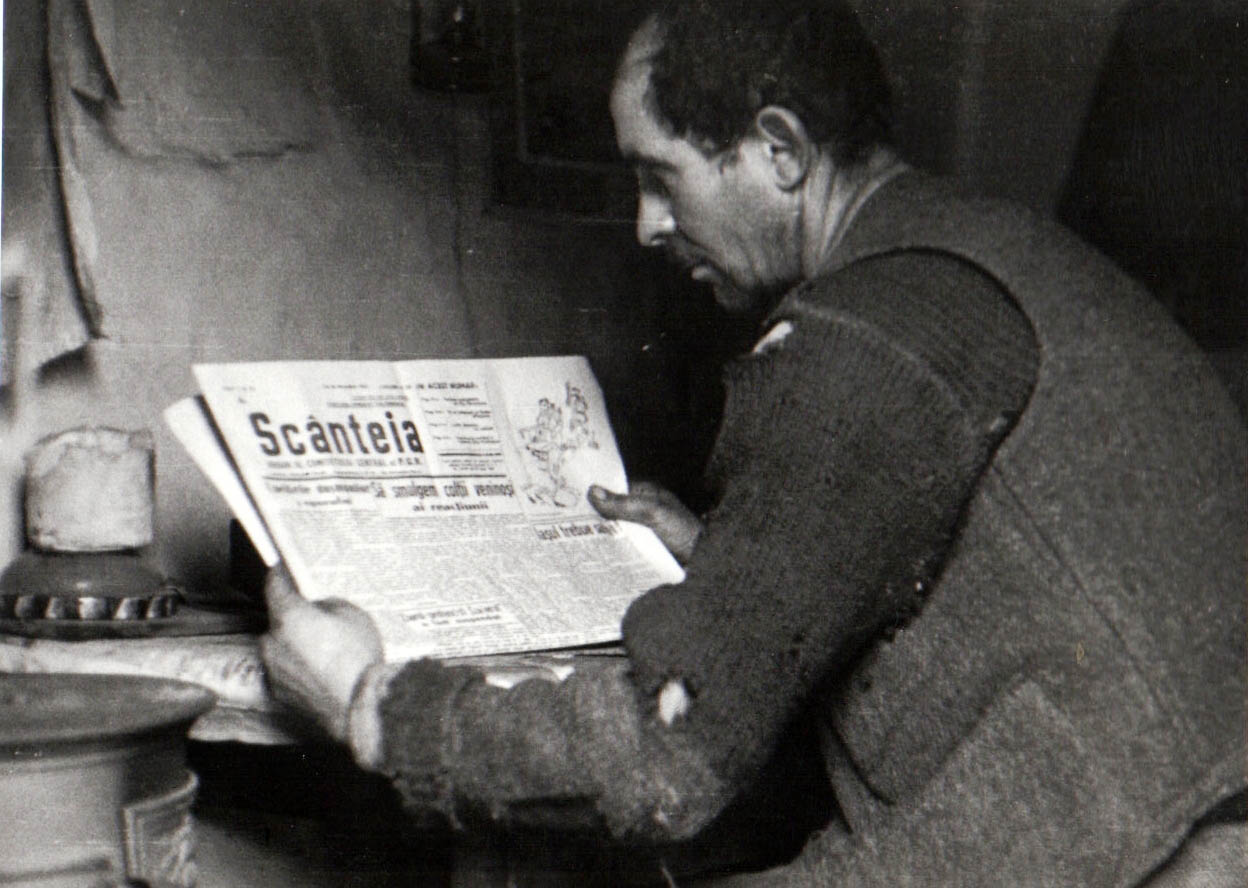
1944年，一位矿工正在阅读《火花报》

1931年8月15日，《火花报》再次成为罗马尼亚共产党的喉舌，并在布加勒斯特秘密出版。1940年，罗马尼亚和苏联关系恶化，官方对共产主义宣传的打击加剧，《火花报》的出版受到阻碍。1944年8月23日，罗马尼亚发生武装起义，随后罗马尼亚退出轴心国并加入同盟国， 《火花报》再次出版。
罗马尼亚社会主义共和国时期，报纸是国家政策变化的体现，也是政府表明其意志的主要媒介（例如《火花报》曾成为打压都铎·阿盖兹（Tudor Arghezi）等知识分子的论坛）。此外在1961年（《火花报》创立30周年），官方宣布8月15日为“罗马尼亚新闻日”。
该报总部位于布加勒斯特的斯大林式建筑“《火花报》之家”（Casa Scînteii）。如今该建筑名为“新闻自由之家”（Casa Presei Libere）。
《火花报》还有供青年阅读的版本，即由共产主义青年联盟编辑的《青年火花报》（Scînteia Tineretului，始于1944年11月）。

### 1989年之后
随着1989年罗马尼亚共产党政权被推翻，罗马尼亚所有共产党机构（包括所有报纸）均被取缔， 《火花报》大部分资产被《真理报》接管。

## 历任主编[7]

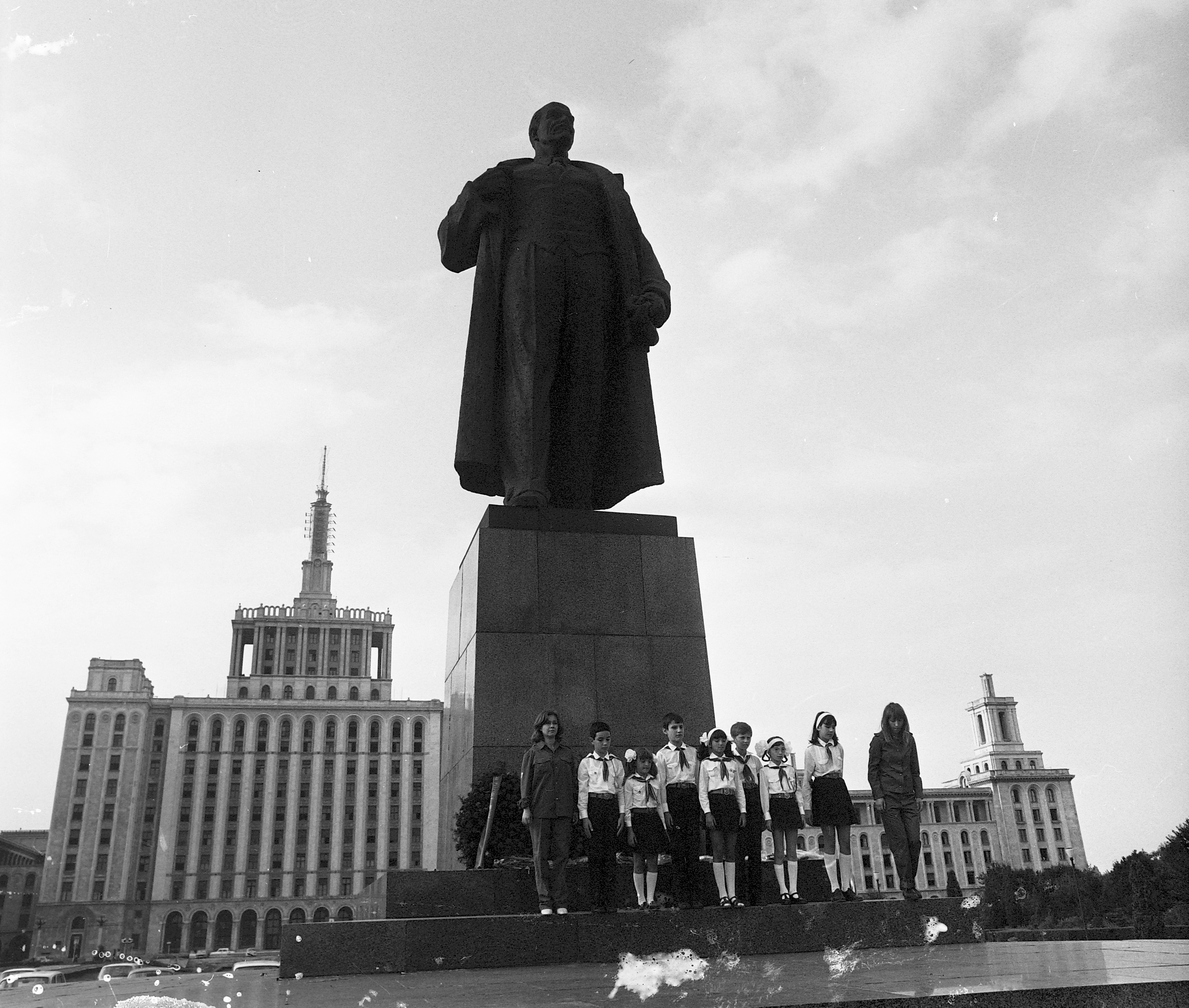
1977年，罗马尼亚少年先锋队成员在“《火花报》之家”前的列宁雕像前集会

- 米隆·康斯坦丁内斯库（1944–1947）
- 索林·托马（罗马尼亚语：Sorin Toma）（1947–1960）
- 西奥多·马里内斯库（Theodor Marinescu）（1960–1965）
- 杜米特鲁·波佩斯库（1965–1968）
- 亚历山德鲁·约内斯库（罗马尼亚语：Alexandru Ionescu）（1968–1978）
- 康斯坦丁·米特亚（Constantin Mitea）（1978–1981）
- 伊翁·坎帕纳苏（罗马尼亚语：Ion Cumpănaşu）（1981–1984）
- 伊恩·米特兰（Ion Mitran）（1985–1989）

### 其他职员
- 迪克·巴博伊安（Dic Baboian）
- 西尔维乌·布鲁肯
- 康斯坦丁·奇里察（罗马尼亚语：Constantin Chiriță）
- 莱昂特·劳图